# Trisula celebensis
Trisula celebensis är en fjärilsart som beskrevs av Walter Karl Johann Roepke 1941. Trisula celebensis ingår i släktet Trisula och familjen nattflyn. Inga underarter finns listade i Catalogue of Life.